# 脇坂侑希
脇坂 侑希（わきさか ゆうき、1991年 - ）は、日本の映像作家、カメラマンである。大阪芸術大学在学中からSHE'SやMy Hair is Badのミュージックビデオを手がける。2015年にisai Inc.を設立。

## 主な監督作品

### ミュージックビデオ
- back number 「黒い猫の歌」[1]
- MAN WITH A MISSION「Change the World」
- SHE'S「Voice」「Un-science」[2]「Tonight」[3]「Curtain Call」「Flare」[4]「Freedom」「歓びの陽」「One」
- My Hair is Bad「真赤」「卒業」「運命/幻」「元彼氏として」「君が海」
- TK from 凛として時雨「copy light」
- マカロニえんぴつ「hope」
- SixTONES「JAPONICA STYLE」
- Snow Man「Secret Touch」
- Vaundy「benefits」
- 高橋優「若気の至り」[5]
- C&K「GORIN with RADIO FISH」
- DISH//「僕たちがやりました（DISH//と凡下高がやりましたver.）」
- SILENT SIREN「AKANE」
- 須田景凪「無垢」
- 天月-あまつき-「きっと愛って」
- SCANDAL「アイボリー」
- BLACK M!LK「More」
- サイダーガール「約束」「クローバー」
- ヒトリエ「コヨーテエンゴースト」[6]
- パスピエ「ヨアケマエ」
- 井上苑子「なみだ」「コトノハノオモイ」「点描の唄（井上苑子ソロver.）」
- まるりとりゅうが「幸せになって」[7]
- ACE COLLECTION「Lady」「December 9」
- WOMCADOLE「月」[8]「アオキハルヘ」[9]「独白」
- 山崎まさよし「ロートルボクサー 」
- Hump Back「星丘公園」「拝啓、少年よ」「今日が終わってく」「悲しみのそばに」[10]「LILLY」「ティーンエイジサンセット」
- LAMP IN TERREN「キャラバン」[11]「heartbeat」「New Clothes」
- ココロオークション「砂時計」[12]
- Halo at 四畳半「ユーフォリア」[13]「春が終わる前に」「リバース・デイ」「リビングデッド・スイマー」[14]
- PassCode「ONE STEP BEYOND」[15]
- 中川翔子「blue moon」
- 斉藤壮馬「幻日」
- FlowBack「taste」
- SIX LOUNGE「僕を撃て」「STARSHIP」
- ハルカミライ 「アストロビスタ」「宇宙飛行士」「predawn」「世界を終わらせて」
- Travis Japan「Namidaの結晶」
- 原因は自分にある。「原因は自分にある。」
- TETORA「レイリー」「素直」「Loser for the future」
- FOMARE「雪あかり」

### ショートムービー
- 欅坂46 米谷奈々未 「yu-dachi megami」
- 欅坂46 渡邉理佐 「あの日の忘れ物」
- 乃木坂46 若月佑美 「ハンバーグランチ」
- ラストアイドル 小澤愛実 「おに」

### LIVE作品
- SILENT SIREN「5th ANNIVERSARY SILENT SIREN LIVE TOUR 2017「新世界」日本武道館 ～奇跡～」
- My Hair is Bad「日比谷野外大音楽堂ワンマンライブ映像DVD」
- Mrs. GREEN APPLE「In the Morning Tour - LIVE at TOKYO DOME CITY HALL 20161208」
- SUPER BEAVER「都会のラクダSP〜ラクダビルディング〜」@日比谷野外大音楽堂
- PassCode「VERSUS PASSCODE 2018 Live at BIGCAT」
- 秦基博「GREEN MIND at The Room」
- Hump Back "髪はしばらく切らないツアー"10th 2019.5.16 @Namba Hatch
- ハルカミライ「A CRATER」2019.12.08 [Sun] 幕張メッセ国際展示場1ホール

### CM/web movie
- ユニクロ
- adidas×Alpen
- 三愛水着
- スシロー